# Peramivir
Le peramivir est un antiviral inhibiteur de la neuraminidase en phase III d'essai clinique développé contre le virus de la grippe par le laboratoire pharmaceutique américain BioCryst Pharmaceuticals (en). Comme tous les inhibiteurs de la neuraminidase, il empêche les virions nouvellement formés d'être libérés hors des cellules infectées.  Il diffère cependant du zanamivir et de l'oseltamivir (Tamiflu) en ce qu'il est administré par injection intraveineuse.
Le peramivir a été autorisé aux États-Unis par la FDA le 23 octobre 2009 pour le traitement d'urgence de certains patients hospitalisés pour une infection avérée ou suspectée de grippe H1N1 pour les cas où les traitements autorisés s'avéraient inactifs ou impossibles, en réponse à l'état d'urgence sanitaire déclaré pour huit mois par le HHS dans le contexte d'épidémie de grippe A (H1N1) de 2009, ce qui a permis d'en évaluer directement les effets sur les personnes traitées ;  cette disposition d'urgence a été abrogée le 23 juin 2010.  Il est en revanche disponible depuis le 13 janvier 2010 au Japon sous la marque Rapiacta distribuée par Shionogi, et est également disponible en Corée du Sud sous la marque PeramiFlu.